# فرودگاه شهری رابرت مولر
فرودگاه شهری رابرت مولر (به انگلیسی: Robert Mueller Municipal Airport) یک فرودگاه همگانی مسافربری با کد یاتا AUS است . این فرودگاه در شهر آستین، تگزاس کشور ایالات متحده آمریکا قرار دارد و در ارتفاع ۱۹۳ متری از سطح دریا واقع شده است.